# Verklärungskirche (Herbel)

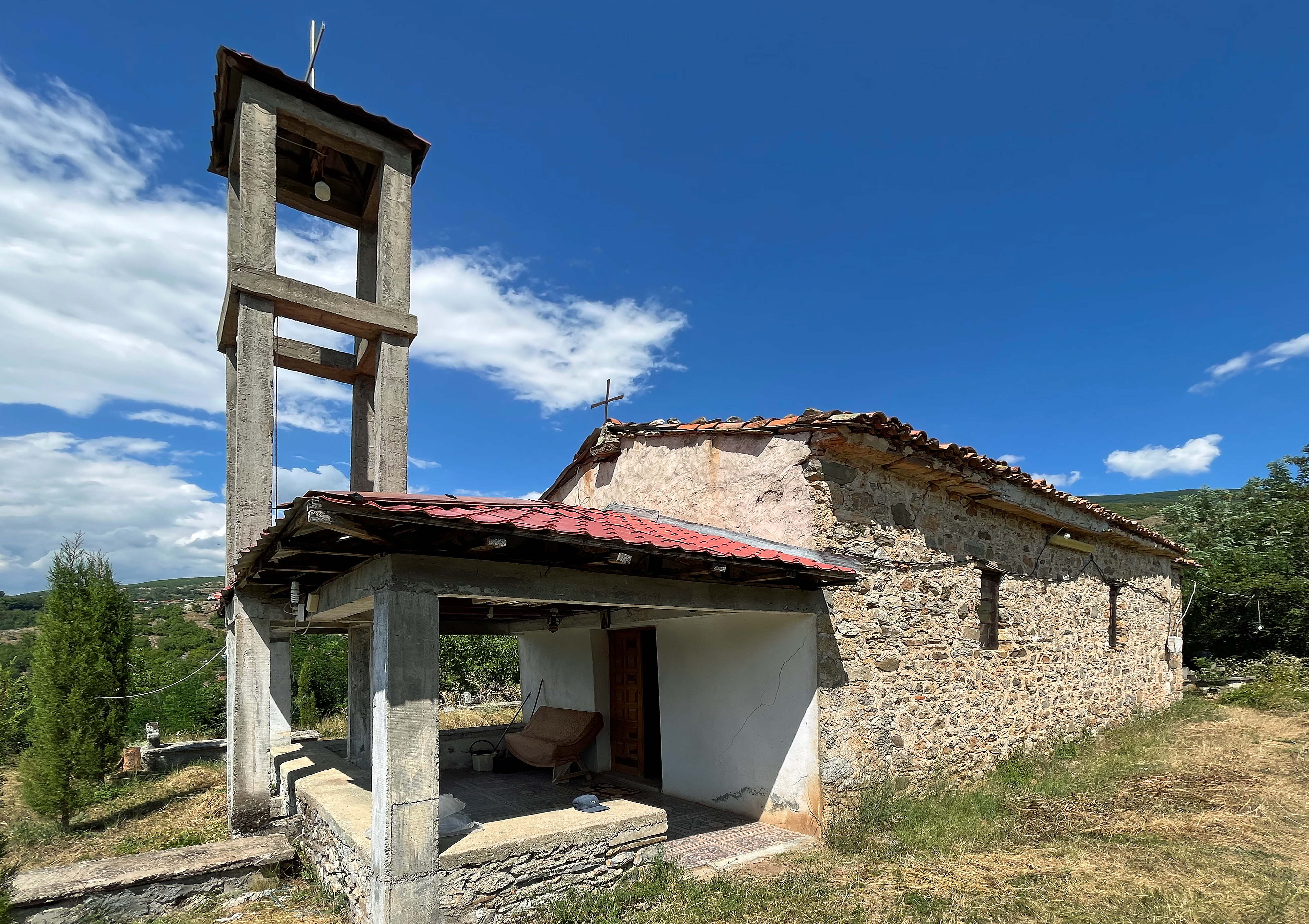
Die Kirche auf einem kleinen Hügel über dem Dorf

Die Verklärungskirche (albanisch Kisha e Shpërfytyrimit) ist eine orthodoxe Kirche im ostalbanischen Dorf Herbel in der Gemeinde Dibra. Sie ist seit dem 30. Mai 1970 anerkanntes Kulturdenkmal. Die Kirche wird geschützt, da sie aus vorosmanischer Zeit stammt und Wandmalereien aufweist.
Die Kirche wurde im 12. oder 14. Jahrhundert aus Steinen und Kalkmörtel gebaut.

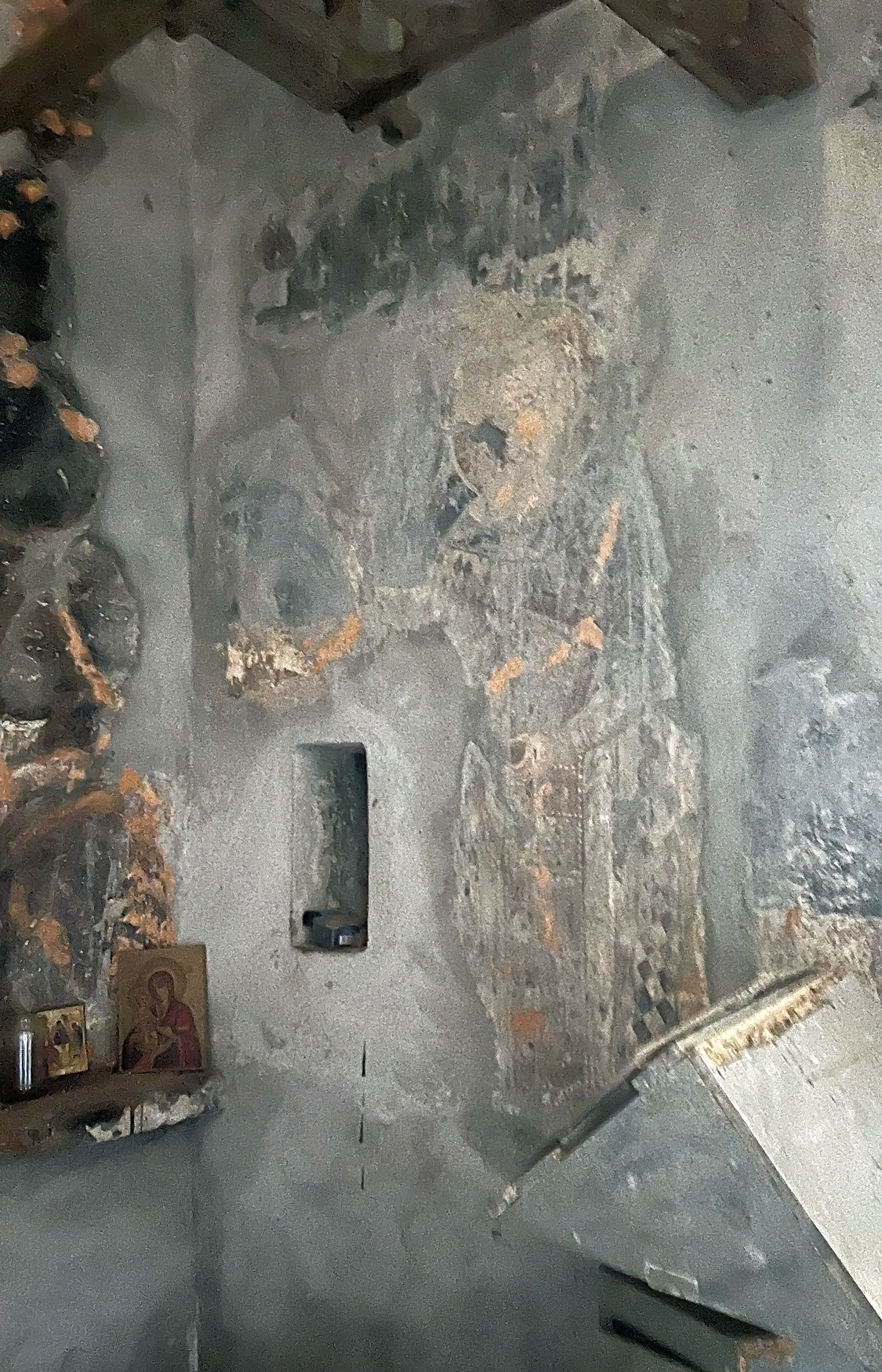
Fresken hinter der Ikonostase

An das historische Gebäude wurde ein moderner „Portikus“ und ein Beton-Glockenturm angebaut.
Jedes Jahr am 19. August pilgern Anwohner aus der Umgebung – auch Muslime – zur Kirche. Traditionell verbringen sie dann eine Nacht im Inneren der Kirche, schlafen und beten dort. Dies soll ihrem Glauben nach Krankheiten heilen.